# Konik wąsacz
Konik wąsacz, konik łąkowy (Pseudochorthippus parallelus) – euroazjatycki gatunek owada prostoskrzydłego (Orthoptera) z rodziny szarańczowatych (Acrididae). 
Występuje na terenach trawiastych, również przydomowych, od wybrzeży Atlantyku w Europie po Ural na granicy Europy i Azji. W Europie jest szeroko rozprzestrzeniony i pospolity. W Polsce nie był wykazany jedynie z Tatr.
Długość ciała 13–22 mm. Samice są większe od samców. Ubarwienie zmienne, najczęściej zielone z brązowym deseniem. Czułki są krótkie, charakterystyczne dla krótkoczułkowych (Caelifera).
Konik wąsacz jest aktywny w ciągu dnia i żywi się wyłącznie pokarmem roślinnym. Samce są szczególnie ożywione podczas ciepłych dni. Na wewnętrznej powierzchni ud tylnych nóg mają szereg wyrostków oskórka przypominających zęby piły czy też grzebienia, tworzących tzw. smyczek. Pocierając nim o znajdujące się na przednich skrzydłach zgrubienie (żyłkę strydulacyjną), wydają dźwięki brzmiące jak ostre, przerywane skrobanie.